# Publicações estudantis da Universidade de Toronto
O grêmio estudantil da Universidade de Toronto publica várias publicações estudantis. As três maiores são o The Varsity, o The Newspaper e o Hart House Review. Cada uma das faculdades da universidade também possui suas próprias publicações.

## The Varsity
Publicada desde 1880,The Varsity é o segundo jornal estudantil mais antigo do Canadá. É publicada duas vezes por semana, durante as classes de outono e inverno, e três vezes ao longo do verão. Trata sobre notícias nacionais e internacionais, bem como notícias da localidade e da universidade. Possui uma estância esquerdista. É financiada primariamente via fundos gerados por propagandas publicadas no jornal, com subsídios das taxas estudantis.
Em 1895, o editor James Tucker do jornal foi suspenso, por ter criticado a administração do The Globe (uma das empresas originárias do atual The Globe and Mail). Em resposta, os estudantes organizaram um boicote das classes, dos quais um dos envolvidos foi o futuro primeiro ministro William Lyon Mackenzie King.

## The Newspaper
The Newspaper é o maior jornal estudantil independente do Canadá. Foi publicada pela primeira vez em 1978. Foi financialmente independente da universidade durante toda sua história, apesar da competição de outros jornais estudantis subsidiados por taxas estudantis.

## Hart House Review
O Hart House Review é uma revista literária, editada e publicada por estudantes da Hart House. Trata sobre prosa, poesia, arte e fotografia, com artigos escritos por escritores e artistas emergentes do Canadá. Foi publicada pela primeira vez em 1992.